# Diablica (film 1989)
Diablica (ang. She-Devil) – amerykańska komedia z 1989 roku na podstawie powieści Fay Weldon pt. Diablica (The Life and Lovers of She-Devil).

## Treść
Ruth jest niezbyt atrakcyjną, szczęśliwą mężatką z dwójką dzieci. Pewnego dnia dowiaduje się, że jej przystojny mąż zdradził ją z piękną i bogatą pisarką Mary Fisher. Postanawia zemścić się na nim i zrujnować jego karierę i życie.

## Główne role
- Meryl Streep – Mary Fisher
- Roseanne Barr – Ruth Patchett
- Ed Begley Jr. – Bob
- Linda Hunt – Hooper
- Sylvia Miles – Pani Fisher
- Elisebeth Peters – Nicolette Patchett
- Bryan Larkin – Andy Patchett
- A Martinez – Garcia

Streep była nominowana do nagrody Złotego Globu dla najlepszej aktorki w filmie komediowym lub musicalu.